# Zephyrhills West
Zephyrhills West és una concentració de població designada pel cens dels Estats Units a l'estat de Florida. Segons el cens del 2000 tenia 5.242 habitants.

## Demografia
Segons el cens del 2000, Zephyrhills West tenia 5.242 habitants, 2.803 habitatges, i 1.749 famílies. La densitat de població era de 760,9 habitants/km².
Dels 2.803 habitatges en un 8,3% hi vivien nens de menys de 18 anys, en un 56,4% hi vivien parelles casades, en un 4,4% dones solteres, i en un 37,6% no eren unitats familiars. En el 34% dels habitatges hi vivien persones soles el 25% de les quals corresponia a persones de 65 anys o més que vivien soles. El nombre mitjà de persones vivint en cada habitatge era d'1,87 i el nombre mitjà de persones que vivien en cada família era de 2,31.
Per edats la població es repartia de la següent manera: un 9% tenia menys de 18 anys, un 2,2% entre 18 i 24, un 11,8% entre 25 i 44, un 20,5% de 45 a 60 i un 56,4% 65 anys o més.
L'edat mediana era de 68 anys. Per cada 100 dones de 18 o més anys hi havia 85,5 homes.
La renda mediana per habitatge era de 26.195 $ i la renda mediana per família de 29.451 $. Els homes tenien una renda mediana de 27.663 $ mentre que les dones 21.346 $. La renda per capita de la població era de 19.921 $. Entorn del 8,4% de les famílies i el 10,7% de la població estaven per davall del llindar de pobresa.

## Poblacions més properes
El següent diagrama mostra les poblacions més properes.